# 北坂戸駅
北坂戸駅（きたさかどえき）は、埼玉県坂戸市末広町にある、東武鉄道東上本線の駅である。1973年（昭和48年）8月21日に開業した。駅番号はTJ 27。

## 駅構造
島式ホーム1面2線を持つ地上駅で、橋上駅舎を有している。改札階とホーム間および改札階と東口地上部を連絡するエレベーター・エスカレーター、西口ペデストリアンデッキと地上部を連絡するエレベーターが設置されている。
2017年度の東武鉄道の設備投資計画では、当駅駅舎のリニューアルが予定されていた。

### のりば
| 番線 | 路線   | 方向 | 行先       |
| ---- | ------ | ---- | ---------- |
| 1    | 東上線 | 下り | 小川町方面 |
| 2    | 東上線 | 上り | 池袋方面   |

## 利用状況
2024年度の1日平均乗降人員は18,619人である。
近年の1日平均乗降人員および乗車人員の推移は下記の通り。
| 年度               | 1日平均 乗降人員 | 1日平均 乗車人員 | 出典       |
| ------------------ | ---------------- | ---------------- | ---------- |
| 1990年（平成02年） | 23,655           | 12,016           |            |
| 1991年（平成03年） | 24,359           | 12,340           |            |
| 1992年（平成04年） | 24,274           | 12,290           |            |
| 1993年（平成05年） | 24,562           | 12,499           |            |
| 1994年（平成06年） | 24,844           | 12,638           |            |
| 1995年（平成07年） | 24,900           | 12,576           |            |
| 1996年（平成08年） | 24,379           | 12,297           |            |
| 1997年（平成09年） | 23,989           | 12,151           |            |
| 1998年（平成10年） | 23,500           | 11,935           |            |
| 1999年（平成11年） | 22,888           | 11,616           | [ * 1 ]    |
| 2000年（平成12年） | 22,394           | 11,366           | [ * 2 ]    |
| 2001年（平成13年） | 21,932           | 11,013           | [ * 3 ]    |
| 2002年（平成14年） | 21,513           | 10,828           | [ * 4 ]    |
| 2003年（平成15年） | 21,216           | 10,674           | [ * 5 ]    |
| 2004年（平成16年） | 20,962           | 10,523           | [ * 6 ]    |
| 2005年（平成17年） | 20,634           | 10,348           | [ * 7 ]    |
| 2006年（平成18年） | 20,819           | 10,441           | [ * 8 ]    |
| 2007年（平成19年） | 20,910           | 10,513           | [ * 9 ]    |
| 2008年（平成20年） | 20,925           | 10,533           | [ * 10 ]   |
| 2009年（平成21年） | 20,374           | 10,253           | [ * 11 ]   |
| 2010年（平成22年） | 19,794           | 9,966            | [ * 12 ]   |
| 2011年（平成23年） | 19,349           | 9,695            | [ * 13 ]   |
| 2012年（平成24年） | 19,610           | 9,829            | [ * 14 ]   |
| 2013年（平成25年） | 19,906           | 9,983            | [ * 15 ]   |
| 2014年（平成26年） | 19,569           | 9,799            | [ * 16 ]   |
| 2015年（平成27年） | 19,866           | 9,958            | [ * 17 ]   |
| 2016年（平成28年） | 19,803           | 9,988            | [ * 18 ]   |
| 2017年（平成29年） | 20,196           | 10,184           | [ * 19 ]   |
| 2018年（平成30年） | 20,126           | 10,133           | [ * 20 ]   |
| 2019年（令和元年） | 20,020           | 10,068           | [ * 21 ]   |
| 2020年（令和02年） | 14,988           | 7,547            | [ * 22 ]   |
| 2021年（令和03年） | 16,161           | 8,128            | [ 東武 3 ] |
| 2022年（令和04年） | 17,434           | 8,762            | [ 東武 4 ] |
| 2023年（令和05年） | 18,107           | 9,095            | [ 東武 5 ] |
| 2024年（令和06年） | 18,619           | 9,355            | [ 東武 1 ] |

## 駅周辺
当駅は、都市再生機構（開発当時は日本住宅公団）が開発した「むさし緑園都市北坂戸地区」（北坂戸団地）の街開きに伴って開業した駅であることから、駅前には都市機構の高層集合住宅が建ち、西側には集合住宅が建ち並んでいる。
西口の方が東口より乗降客が多く、ペデストリアンデッキや地下駐輪場も設けられている。また「むさし緑園都市坂戸西部地区」（坂戸ニューシティにっさい）へのバスも西口から発着する。

### 東口

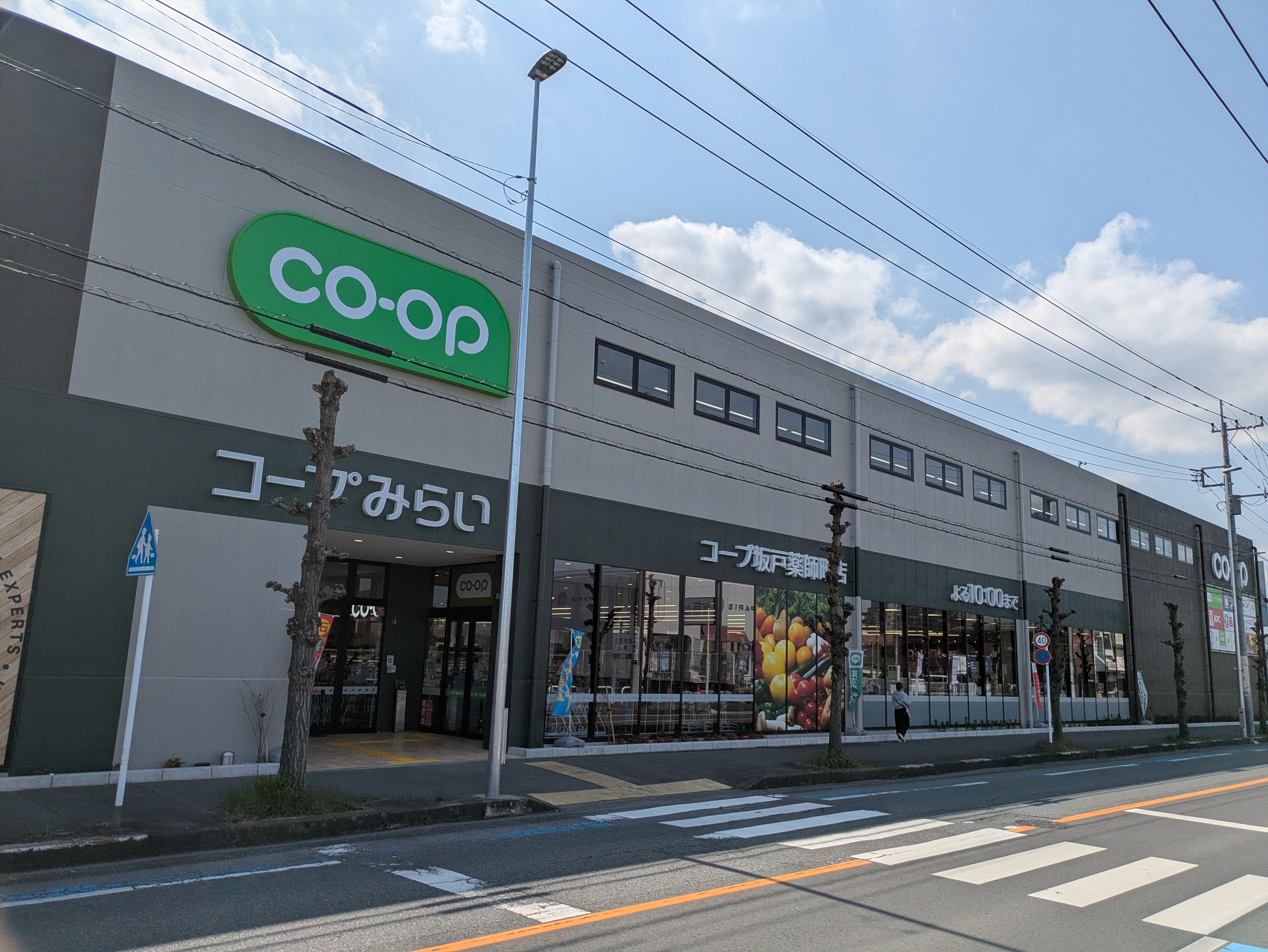
コープみらい コープ坂戸薬師町店

- 坂戸市文化施設「オルモ」
- 坂戸市児童センター
- 埼玉県立坂戸高等学校
- 東和銀行 坂戸支店
- 飯能信用金庫 北坂戸支店
- ウエルシア 北坂戸店
- シュープラザ 坂戸店
- コープみらい コープ坂戸薬師町店
- 坂戸市文化会館
- 北坂戸水処理センター

### 西口
- 西入間警察署 北坂戸駅前交番
- セブンイレブン 北坂戸駅西口店

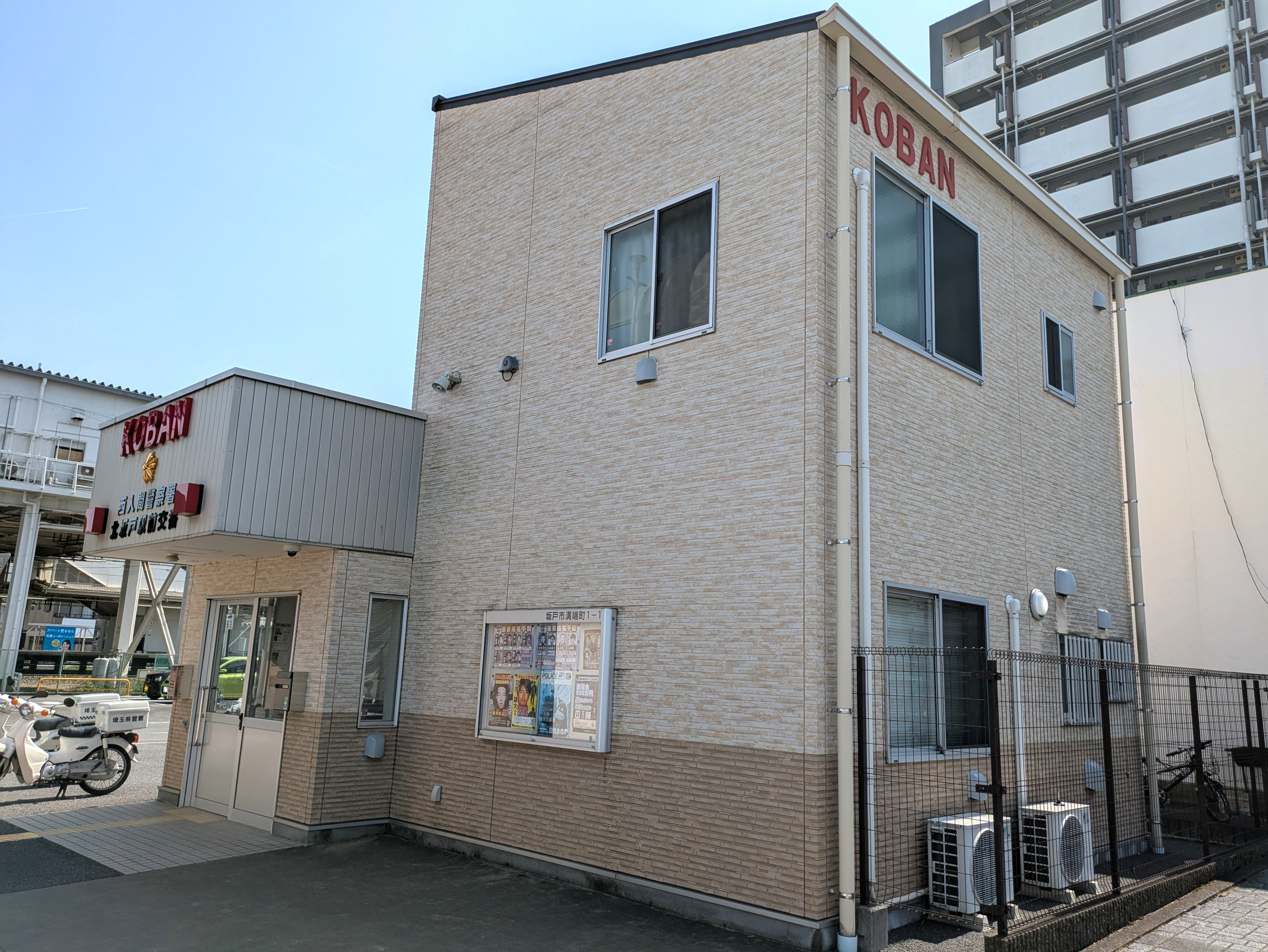
西入間警察署 北坂戸駅前交番

- 坂戸市役所 北坂戸出張所（埼玉りそな銀行のATMコーナーである坂戸支店北坂戸出張所が併設されている）
- 北坂戸団地内郵便局
- 溝端公園
- サンディ北坂戸店
- ベルク北坂戸店
- ドラッグセイムス北坂戸店
- 坂戸自動車教習所
- 日光街道の碑
- 坂戸市立北坂戸小学校（2016年3月泉小学校との統合により廃校）
- 坂戸市立桜小学校（2016年3月まで泉小学校）
- 坂戸市立桜中学校
- 高麗川

## バス路線

### 路線バス・コミュニティバス
最寄りのバス停は「北坂戸駅西口」停留所と「北坂戸駅東口」停留所であり、下記の各路線が発着する。
| 乗り場       | 運行事業者     | 系統                     | 行先                         | 備考   |
| ------------ | -------------- | ------------------------ | ---------------------------- | ------ |
| 北坂戸駅西口 | 川越観光自動車 | KS01系統                 | 北坂戸駅西口                 | 循環線 |
| 北坂戸駅西口 | 川越観光自動車 | KS02系統                 | 坂戸ニューシティにっさい入口 |        |
| 北坂戸駅東口 | さかっちバス   | さかっちワゴンしがいち線 | 脚折（関越病院）             |        |
| 北坂戸駅東口 | さかっちバス   | さかっちワゴンさかど線   | 坂戸市役所                   | 循環線 |

### 送迎バス
- 東京電機大学スクールバス（9:00 - 9:30の通学時間帯は高坂駅発着のみ）
- 凸版印刷

## 隣の駅
東武鉄道
 東上本線
■TJライナー・■川越特急
通過
■快速急行・■急行・■準急・□普通
坂戸駅 (TJ 26) - 北坂戸駅 (TJ 27) - 高坂駅 (TJ 28)

### 利用状況
埼玉県統計年鑑
1. ↑  埼玉県統計年鑑（平成12年）
2. ↑  埼玉県統計年鑑（平成13年）
3. ↑  埼玉県統計年鑑（平成14年）
4. ↑  埼玉県統計年鑑（平成15年）
5. ↑  埼玉県統計年鑑（平成16年）
6. ↑  埼玉県統計年鑑（平成17年）
7. ↑  埼玉県統計年鑑（平成18年）
8. ↑  埼玉県統計年鑑（平成19年）
9. ↑  埼玉県統計年鑑（平成20年）
10. ↑  埼玉県統計年鑑（平成21年）
11. ↑  埼玉県統計年鑑（平成22年）
12. ↑  埼玉県統計年鑑（平成23年）
13. ↑  埼玉県統計年鑑（平成24年）
14. ↑  埼玉県統計年鑑（平成25年）
15. ↑  埼玉県統計年鑑（平成26年）
16. ↑  埼玉県統計年鑑（平成27年）
17. ↑  埼玉県統計年鑑（平成28年）
18. ↑  埼玉県統計年鑑（平成29年）
19. ↑  埼玉県統計年鑑（平成30年）
20. ↑  埼玉県統計年鑑（令和元年）
21. ↑  埼玉県統計年鑑（令和2年）
22. ↑  埼玉県統計年鑑（令和3年）

東武鉄道の1日平均乗降人員
1. 1 2 3  『駅別乗降人員 2024年度』（PDF）（レポート）東武鉄道、13頁。オリジナルの2025年5月19日時点におけるアーカイブ。2025年5月29日閲覧。
2. ↑  “駅情報（乗降人員）”.   東武鉄道. 2024年7月30日閲覧。
3. ↑  『駅別乗降人員 2021年度』（PDF）（レポート）東武鉄道、2024年、13頁。オリジナルの2024年5月18日時点におけるアーカイブ。
4. ↑  『駅別乗降人員 2022年度』（PDF）（レポート）東武鉄道、2024年、13頁。オリジナルの2024年5月18日時点におけるアーカイブ。
5. ↑  『駅別乗降人員 2023年度』（PDF）（レポート）東武鉄道、2024年、13頁。オリジナルの2024年5月18日時点におけるアーカイブ。